# Torneo Clausura 2013 Liga de Nuevos Talentos
El Torneo Clausura 2013 de la Liga de Nuevos Talentos fue el 32° torneo corto que cerró la LXIV temporada de la Segunda División. Contó con la participación de 26 equipos, el conjunto de los Alacranes de Durango se proclamó campeón de la categoría luego de vencer a Pioneros de Cancún.

## Sistema de competición
El sistema de competición de este torneo se desarrolla en dos fases:
- Fase de calificación: que se integra por las 11 o 13 jornadas del torneo.
- Fase final: que se integra por los partidos de ida y vuelta en rondas de octavos de final, cuartos de final, de semifinal y final.

### Fase de calificación
En la fase de calificación se observará el sistema de puntos. La ubicación en la tabla general está sujeta a lo siguiente:
- Por juego ganado se obtendrán tres puntos.
- Por juego empatado se obtendrá un punto. (se juegan en penales el punto extra)
- Por juego perdido no se otorgan puntos.

En esta fase participan los 26 clubes de la Liga de Nuevos Talentos jugando en cada grupo todos contra todos durante las jornadas respectivas, a un solo partido.
El orden de los clubes al final de la Fase de Calificación del torneo corresponderá a la suma de los puntos obtenidos por cada uno de ellos y se presentará en forma descendente. Si al finalizar las 11 o 13 jornadas del torneo, dos o más clubes estuviesen empatados en puntos, su posición en la Tabla general será determinada atendiendo a los siguientes criterios de desempate:
- Mejor diferencia entre los goles anotados y recibidos.
- Mayor número de goles anotados.
- Marcadores particulares entre los Clubes empatados.
- Mayor número de goles anotados como visitante.
- Mejor ubicado en la Tabla general de cociente.
- Tabla Fair Play.
- Sorteo.

Para determinar los lugares que ocuparán los clubes que participen en la fase final del torneo se tomará como base la Tabla general de clasificación.
Participan automáticamente por el título de Campeón de la Liga de Nuevos Talentos los primeros 4 lugares de cada grupo (8 en total).

### Fase final
Los dieciséis clubes calificados para esta fase del torneo serán reubicados de acuerdo con el lugar que ocupen en la Tabla general al término de la jornada 15, con el puesto del número uno al club mejor clasificado, y así hasta el #16. Los partidos a esta fase se desarrollarán a visita, en las siguientes etapas:
- Octavos de final
- Cuartos de final
- Semifinales
- Final

Los clubes vencedores en los partidos de octavos, cuartos de final y semifinal serán aquellos que en los dos juegos anoten el mayor número de goles. De existir empate en el número de goles anotados, la posición se definirá a favor del club con mayor cantidad de goles a favor cuando actúe como visitante.
Si una vez aplicado el criterio anterior los clubes siguieran empatados, se observará la posición de los clubes en la tabla general de clasificación.
Los partidos correspondientes a la fase final se jugarán obligatoriamente los días miércoles y sábado, y jueves y domingo eligiendo, en su caso, exclusivamente en forma descendente, los cuatro Clubes mejor clasificados en la Tabla general al término de la jornada 15, el día y horario de su partido como local. Los siguientes cuatro Clubes podrán elegir únicamente el horario.
El Club vencedor de la Final y por lo tanto Campeón, será aquel que en los dos partidos anote el mayor número de goles. Si al término del tiempo reglamentario el partido está empatado, se agregarán dos tiempos extras de 15 minutos cada uno. De persistir el empate en estos periodos, se procederá a lanzar tiros penales hasta que resulte un vencedor.
Los partidos de Octavos de final se jugarán de la siguiente manera:
1° vs 16°
2° vs 15°
3° vs 14°
4° vs 13°
5º vs 12º
6º vs 11º
7º vs 10º
8º vs 9º
Los partidos de cuartos de final se jugarán de la siguiente manera:
1° vs 8°
2° vs 7°
3° vs 6°
4° vs 5°

En las semifinales participarán los cuatro clubes vencedores de cuartos de final, reubicándolos del uno al cuatro, de acuerdo a su mejor posición en la Tabla general de clasificación al término de la jornada 15 del torneo correspondiente, enfrentándose:
1° vs 4°
2° vs 3°
Disputarán el título de Campeón de los Torneos de Apertura 2012 y Clausura 2013 los dos clubes vencedores de la fase semifinal correspondiente, reubicándolos del uno al dos, de acuerdo a su mejor posición en la Tabla general de clasificación al término de las jornadas de cada torneo.

## Equipos participantes

### Zona 1
| Equipo                                     | Ciudad                        | Estadio                             |
| ------------------------------------------ | ----------------------------- | ----------------------------------- |
| América Coapa                              | México, D. F.                 | Instalaciones Club América Coapa    |
| Atlante Tabasco                            | Villahermosa, Tabasco         | Centro de Formación Atlante Tabasco |
| Atlético Chiapas                           | Tuxtla Gutiérrez, Chiapas     | Víctor Manuel Reyna                 |
| Cañoneros de Campeche                      | Campeche, Campeche            | Universitario Campeche              |
| Centro Universitario del Fútbol            | San Agustín Tlaxiaca, Hidalgo | Universidad del Fútbol              |
| Cuautla                                    | Cuautla, Morelos              | Isidro Gil Tapia                    |
| Deportivo Nuevo Chimalhuacán               | Chimalhuacán, México          | Tepalcates                          |
| FC Bavaria Tultitlán                       | Tultitlán, México             | Deportivo Cartagena                 |
| Lobos Prepa                                | Puebla, Puebla                | Ciudad Universitaria Puebla         |
| Pioneros de Cancún                         | Cancún, Quintana Roo          | Cancún 86                           |
| Pumas Naucalpan                            | México, D. F.                 | La Cantera                          |
| Titanes                                    | Tulancingo, Hidalgo           | Primero de Mayo                     |
| Universidad Autónoma del Estado de Hidalgo | Pachuca, Hidalgo              | Nuevo La Higa                       |
| Zacatepec                                  | Zacatepec, Morelos            | Agustín Coruco Díaz                 |

### Zona 2
| Equipo                            | Ciudad                              | Estadio                              |
| --------------------------------- | ----------------------------------- | ------------------------------------ |
| Académicos                        | Zapopan, Jalisco                    | Club Atlas Chapalita                 |
| Cachorros UANL                    | Zuazua, Nuevo León                  | Instalaciones de Zuazua              |
| Calor de San Pedro                | San Pedro de las Colonias, Coahuila | Unidad Deportiva San Pedro           |
| Club Deportivo Oro                | Guadalajara, Jalisco                | Club La Primavera                    |
| Colegio Once México               | Zapopan, Jalisco                    | Colegio Once México                  |
| Durango                           | Durango, Durango                    | Francisco Zarco                      |
| Irapuato                          | Irapuato, Guanajuato                | Sergio León Chávez                   |
| Necaxa                            | Aguascalientes, Aguascalientes      | Casa Club Necaxa                     |
| Reboceros de La Piedad            | Silao, Guanajuato                   | Municipal de Silao                   |
| Santos Los Mochis                 | Los Mochis, Sinaloa                 | Centenario LM                        |
| Topos de Reynosa                  | Reynosa, Tamaulipas                 | Unidad Deportiva Solidaridad         |
| Universidad Autónoma de Zacatecas | Zacatecas, Zacatecas                | Universitario Unidad Deportiva Norte |

## Tabla general
| Pos. | Equipo                            | Pts. | PJ | G  | E | P | GF | GC | Dif. | Clasificación         |
| ---- | --------------------------------- | ---- | -- | -- | - | - | -- | -- | ---- | --------------------- |
| 1    | Pioneros de Cancún                | 33   | 13 | 10 | 3 | 0 | 35 | 8  | +27  | Liguilla de ascenso   |
| 2    | Pumas Naucalpan                   | 26   | 13 | 8  | 2 | 3 | 31 | 14 | +17  | Liguilla de ascenso   |
| 3    | Atlético Chiapas                  | 24   | 13 | 7  | 3 | 3 | 25 | 12 | +13  | Liguilla de ascenso   |
| 4    | Académicos de Atlas               | 22   | 11 | 7  | 1 | 3 | 25 | 8  | +17  | Liguilla de ascenso   |
| 5    | Zacatepec 1948                    | 22   | 13 | 6  | 4 | 3 | 27 | 12 | +15  | Liguilla de ascenso   |
| 6    | Titanes de Tulancingo             | 22   | 13 | 5  | 5 | 3 | 20 | 11 | +9   | Liguilla de ascenso   |
| 7    | Santos Los Mochis                 | 22   | 11 | 6  | 3 | 2 | 20 | 12 | +8   | Liguilla de ascenso   |
| 8    | Durango (C)                       | 21   | 11 | 6  | 3 | 2 | 21 | 8  | +13  | Liguilla de ascenso   |
| 9    | América Coapa                     | 21   | 13 | 5  | 5 | 3 | 17 | 17 | 0    | Liguilla de ascenso   |
| 10   | Necaxa "B"                        | 20   | 11 | 5  | 5 | 1 | 20 | 10 | +10  | Liguilla de ascenso   |
| 11   | Universidad Autónoma de Hidalgo   | 20   | 13 | 5  | 4 | 4 | 19 | 19 | 0    | Liguilla de ascenso   |
| 12   | Colegio Once México               | 19   | 11 | 5  | 3 | 3 | 18 | 16 | +2   | Liguilla de ascenso   |
| 13   | Topos de Reynosa                  | 19   | 11 | 6  | 1 | 4 | 14 | 16 | −2   | Liguilla de ascenso   |
| 14   | Universidad Autónoma de Zacatecas | 17   | 11 | 5  | 1 | 5 | 15 | 16 | −1   | Liguilla de ascenso   |
| 15   | Lobos Prepa                       | 17   | 13 | 5  | 2 | 6 | 16 | 26 | −10  | Liguilla de ascenso   |
| 16   | Cañoneros de Campeche             | 16   | 13 | 4  | 3 | 6 | 16 | 17 | −1   | Liguilla de ascenso   |
| 17   | Cuautla                           | 16   | 13 | 4  | 4 | 5 | 19 | 23 | −4   |                       |
| 18   | Cachorros de la UANL              | 14   | 11 | 4  | 2 | 5 | 12 | 16 | −4   |                       |
| 19   | Calor de San Pedro                | 14   | 11 | 4  | 1 | 6 | 10 | 20 | −10  |                       |
| 20   | Centro Universitario del Fútbol   | 13   | 13 | 3  | 3 | 7 | 22 | 24 | −2   |                       |
| 21   | C.D. Oro                          | 10   | 11 | 3  | 1 | 7 | 14 | 20 | −6   |                       |
| 22   | Deportivo Nuevo Chimalhuacán      | 10   | 13 | 2  | 4 | 7 | 8  | 28 | −20  |                       |
| 23   | Irapuato "B"                      | 8    | 11 | 2  | 2 | 7 | 16 | 25 | −9   |                       |
| 24   | Bavaria Tultitlán                 | 8    | 13 | 2  | 2 | 9 | 11 | 30 | −19  | Descenso de Categoría |
| 25   | Atlante Tabasco                   | 8    | 13 | 2  | 2 | 9 | 19 | 44 | −25  |                       |
| 26   | Reboceritos de La Piedad          | 4    | 11 | 1  | 1 | 9 | 10 | 28 | −18  |                       |

 Fuente: Segunda División FMF

## Grupos

### Grupo 1
| Pos. | Equipo                          | Pts. | PJ | G  | E | P | GF | GC | Dif. | Clasificación         |
| ---- | ------------------------------- | ---- | -- | -- | - | - | -- | -- | ---- | --------------------- |
| 1    | Pioneros de Cancún              | 33   | 13 | 10 | 3 | 0 | 35 | 8  | +27  | Liguilla de ascenso   |
| 2    | Pumas Naucalpan                 | 26   | 13 | 8  | 2 | 3 | 31 | 14 | +17  | Liguilla de ascenso   |
| 3    | Atlético Chiapas                | 24   | 13 | 7  | 3 | 3 | 25 | 12 | +13  | Liguilla de ascenso   |
| 4    | Zacatepec 1948                  | 22   | 13 | 6  | 4 | 3 | 27 | 12 | +15  | Liguilla de ascenso   |
| 5    | Titanes de Tulancingo           | 22   | 13 | 5  | 5 | 3 | 20 | 11 | +9   | Liguilla de ascenso   |
| 6    | América Coapa                   | 21   | 13 | 5  | 5 | 3 | 17 | 17 | 0    | Liguilla de ascenso   |
| 7    | Universidad Autónoma de Hidalgo | 20   | 13 | 5  | 4 | 4 | 19 | 19 | 0    | Liguilla de ascenso   |
| 8    | Lobos Prepa                     | 17   | 13 | 5  | 2 | 6 | 16 | 26 | −10  | Liguilla de ascenso   |
| 9    | Cañoneros de Campeche           | 16   | 13 | 4  | 3 | 6 | 16 | 17 | −1   | Liguilla de ascenso   |
| 10   | Cuautla                         | 16   | 13 | 4  | 4 | 5 | 19 | 23 | −4   |                       |
| 11   | Centro Universitario del Fútbol | 13   | 13 | 3  | 3 | 7 | 22 | 24 | −2   |                       |
| 12   | Deportivo Nuevo Chimalhuacán    | 10   | 13 | 2  | 4 | 7 | 8  | 28 | −20  |                       |
| 13   | Bavaria Tultitlán               | 8    | 13 | 2  | 2 | 9 | 11 | 30 | −19  | Descenso de Categoría |
| 14   | Atlante Tabasco                 | 8    | 13 | 2  | 2 | 9 | 19 | 44 | −25  |                       |

 Fuente: Segunda División FMF

### Grupo 2
| Pos. | Equipo                            | Pts. | PJ | G | E | P | GF | GC | Dif. | Clasificación       |
| ---- | --------------------------------- | ---- | -- | - | - | - | -- | -- | ---- | ------------------- |
| 1    | Académicos de Atlas               | 22   | 11 | 7 | 1 | 3 | 25 | 8  | +17  | Liguilla de ascenso |
| 2    | Santos Los Mochis                 | 22   | 11 | 6 | 3 | 2 | 20 | 12 | +8   | Liguilla de ascenso |
| 3    | Durango (C)                       | 21   | 11 | 6 | 3 | 2 | 21 | 8  | +13  | Liguilla de ascenso |
| 4    | Necaxa "B"                        | 20   | 11 | 5 | 5 | 1 | 20 | 10 | +10  | Liguilla de ascenso |
| 5    | Colegio Once México               | 19   | 11 | 5 | 3 | 3 | 18 | 16 | +2   | Liguilla de ascenso |
| 6    | Topos de Reynosa                  | 19   | 11 | 6 | 1 | 4 | 14 | 16 | −2   | Liguilla de ascenso |
| 7    | Universidad Autónoma de Zacatecas | 17   | 11 | 5 | 1 | 5 | 15 | 16 | −1   | Liguilla de ascenso |
| 8    | Cachorros de la UANL              | 14   | 11 | 4 | 2 | 5 | 12 | 16 | −4   |                     |
| 9    | Calor de San Pedro                | 14   | 11 | 4 | 1 | 6 | 10 | 20 | −10  |                     |
| 10   | C.D. Oro                          | 10   | 11 | 3 | 1 | 7 | 14 | 20 | −6   |                     |
| 11   | Irapuato "B"                      | 8    | 11 | 2 | 2 | 7 | 16 | 25 | −9   |                     |
| 12   | Reboceritos de La Piedad          | 4    | 11 | 1 | 1 | 9 | 10 | 28 | −18  |                     |

 Fuente: Segunda División FMF

## Torneo Regular
| Jornada 1         | Jornada 1 | Jornada 1           | Jornada 1                            | Jornada 1    | Jornada 1 | Jornada 1 | Jornada 1 | Jornada 1 | Jornada 1 | Jornada 1 |
| Zona 1            | Zona 1    | Zona 1              | Zona 1                               | Zona 1       | Zona 1    | Zona 1    | Zona 1    | Zona 1    | Zona 1    | Zona 1    |
| Local             | Resultado | Visitante           | Estadio                              | Fecha        | Hora      |           |           |           |           |           |
| ----------------- | --------- | ------------------- | ------------------------------------ | ------------ | --------- | --------- | --------- | --------- | --------- | --------- |
| América Coapa     | 1 - 1     | Nuevo Chimalhuacán  | Inst. América Coapa                  | 25 de enero  | 11:45     |           |           |           |           |           |
| Pumas Naucalpan   | 2 - 3     | Cuautla             | La Cantera                           | 25 de enero  | 12:00     |           |           |           |           |           |
| Titanes           | 0 - 1     | Zacatepec           | Primero de Mayo                      | 25 de enero  | 15:00     |           |           |           |           |           |
| Pioneros          | 4 - 0     | UA Hidalgo          | Cancún 86                            | 26 de enero  | 15:00     |           |           |           |           |           |
| Cañoneros         | 1 - 1     | Lobos Prepa         | Universitario Campeche               | 26 de enero  | 15:00     |           |           |           |           |           |
| Bavaria Tultitlán | 3 - 2     | Atlante Tabasco     | Deportivo Cartagena                  | 26 de enero  | 16:00     |           |           |           |           |           |
| CU Fútbol         | 1 - 2     | Atlético Chiapas    | Universidad del Fútbol               | 29 de enero  | 11:00     |           |           |           |           |           |
| Zona 2            |           |                     |                                      |              |           |           |           |           |           |           |
| Local             | Resultado | Visitante           | Estadio                              | Fecha        | Hora      |           |           |           |           |           |
| UAZ               | 2 - 1     | Durango             | Universitario Unidad Deportiva Norte | 1 de febrero | 20:15     |           |           |           |           |           |
| Cachorros UANL    | 0 - 1     | Necaxa "B"          | Instalaciones de Zuazua              | 2 de febrero | 11:15     |           |           |           |           |           |
| Irapuato          | 2 - 2     | Colegio Once México | Sergio León Chávez                   | 2 de febrero | 12:00     |           |           |           |           |           |
| Santos Los Mochis | 3 - 1     | CD Oro              | Centenario LM                        | 2 de febrero | 18:00     |           |           |           |           |           |
| Topos de Reynosa  | 1 - 2     | Calor de San Pedro  | Unidad Deportiva Solidaridad         | 2 de febrero | 19:00     |           |           |           |           |           |
| Académicos        | 4 - 0     | La Piedad           | Club Atlas Chapalita                 | 3 de febrero | 11:00     |           |           |           |           |           |

| Jornada 2           | Jornada 2 | Jornada 2          | Jornada 2                    | Jornada 2     | Jornada 2 | Jornada 2 | Jornada 2 | Jornada 2 | Jornada 2 | Jornada 2 |
| Zona 1              | Zona 1    | Zona 1             | Zona 1                       | Zona 1        | Zona 1    | Zona 1    | Zona 1    | Zona 1    | Zona 1    | Zona 1    |
| Local               | Resultado | Visitante          | Estadio                      | Fecha         | Hora      |           |           |           |           |           |
| ------------------- | --------- | ------------------ | ---------------------------- | ------------- | --------- | --------- | --------- | --------- | --------- | --------- |
| UA Hidalgo          | 0 - 1     | Titanes            | Nuevo La Higa                | 1 de febrero  | 12:00     |           |           |           |           |           |
| Lobos Prepa         | 1 - 2     | América Coapa      | CU Puebla                    | 2 de febrero  | 12:00     |           |           |           |           |           |
| Atlante Tabasco     | 2 - 4     | Pioneros           | Cefor Atlante Tabasco        | 2 de febrero  | 15:00     |           |           |           |           |           |
| Nuevo Chimalhuacán  | 0 - 4     | Pumas Naucalpan    | Tepalcates                   | 2 de febrero  | 16:00     |           |           |           |           |           |
| Atlético Chiapas    | 2 - 0     | Cañoneros          | Víctor Manuel Reyna          | 2 de febrero  | 19:30     |           |           |           |           |           |
| Zacatepec           | 4 - 1     | CU Fútbol          | Agustín Coruco Díaz          | 3 de febrero  | 15:30     |           |           |           |           |           |
| Cuautla             | 4 - 0     | Bavaria Tultitlán  | Isidro Gil Tapia             | 3 de febrero  | 16:00     |           |           |           |           |           |
| Zona 2              |           |                    |                              |               |           |           |           |           |           |           |
| Local               | Resultado | Visitante          | Estadio                      | Fecha         | Hora      |           |           |           |           |           |
| Colegio Once México | 2 - 0     | Calor de San Pedro | Colegio Once México          | 9 de febrero  | 11:00     |           |           |           |           |           |
| Necaxa "B"          | 1 - 1     | Académicos         | Casa Club Necaxa             | 9 de febrero  | 12:00     |           |           |           |           |           |
| Durango             | 1 - 1     | Santos Los Mochis  | Francisco Zarco              | 9 de febrero  | 16:00     |           |           |           |           |           |
| La Piedad           | 0 - 2     | UAZ                | Municipal de Silao           | 9 de febrero  | 16:00     |           |           |           |           |           |
| CD Oro              | 0 - 3     | Irapuato           | Club La Primavera            | 10 de febrero | 12:00     |           |           |           |           |           |
| Topos de Reynosa    | 1 - 0     | Cachorros UANL     | Unidad Deportiva Solidaridad | 13 de marzo   | 10:00     |           |           |           |           |           |

| Jornada 3          | Jornada 3 | Jornada 3           | Jornada 3               | Jornada 3     | Jornada 3 | Jornada 3 | Jornada 3 | Jornada 3 | Jornada 3 | Jornada 3 |
| Zona 1             | Zona 1    | Zona 1              | Zona 1                  | Zona 1        | Zona 1    | Zona 1    | Zona 1    | Zona 1    | Zona 1    | Zona 1    |
| Local              | Resultado | Visitante           | Estadio                 | Fecha         | Hora      |           |           |           |           |           |
| ------------------ | --------- | ------------------- | ----------------------- | ------------- | --------- | --------- | --------- | --------- | --------- | --------- |
| CU Fútbol          | 2 - 3     | UA Hidalgo          | Universidad del Fútbol  | 8 de febrero  | 11:00     |           |           |           |           |           |
| América Coapa      | 2 - 1     | Atlético Chiapas    | Inst. América Coapa     | 8 de febrero  | 11:45     |           |           |           |           |           |
| Pumas Naucalpan    | 3 - 0     | Lobos Prepa         | La Cantera              | 8 de febrero  | 12:00     |           |           |           |           |           |
| Titanes            | 7 - 0     | Atlante Tabasco     | Primero de Mayo         | 8 de febrero  | 15:00     |           |           |           |           |           |
| Pioneros           | 3 - 0     | Bavaria Tultitlán   | Cancún 86               | 9 de febrero  | 15:00     |           |           |           |           |           |
| Nuevo Chimalhuacán | 0 - 1     | Cuautla             | Tepalcates              |               | 16:00     |           |           |           |           |           |
| Cañoneros          | 0 - 2     | Zacatepec           | Universitario Campeche  | 10 de febrero | 12:00     |           |           |           |           |           |
| Zona 2             |           |                     |                         |               |           |           |           |           |           |           |
| Local              | Resultado | Visitante           | Estadio                 | Fecha         | Hora      |           |           |           |           |           |
| Irapuato           | 0 - 0     | Durango             | Sergio León Chávez      | 15 de febrero | 16:00     |           |           |           |           |           |
| Cachorros UANL     | 1 - 1     | Colegio Once México | Instalaciones de Zuazua | 16 de febrero | 11:15     |           |           |           |           |           |
| Necaxa "B"         | 0 - 0     | La Piedad           | Casa Club Necaxa        | 16 de febrero | 12:00     |           |           |           |           |           |
| Calor de San Pedro | 2 - 1     | CD Oro              | U.D. San Pedro          | 16 de febrero | 12:00     |           |           |           |           |           |
| Santos Los Mochis  | 2 - 1     | UAZ                 | Centenario LM           | 16 de febrero | 18:00     |           |           |           |           |           |
| Académicos         | 6 - 0     | Topos de Reynosa    | Club Atlas Chapalita    | 17 de febrero | 11:00     |           |           |           |           |           |

| Jornada 4           | Jornada 4 | Jornada 4          | Jornada 4                            | Jornada 4     | Jornada 4 | Jornada 4 | Jornada 4 | Jornada 4 | Jornada 4 | Jornada 4 |
| Grupo A             | Grupo A   | Grupo A            | Grupo A                              | Grupo A       | Grupo A   | Grupo A   | Grupo A   | Grupo A   | Grupo A   | Grupo A   |
| Local               | Resultado | Visitante          | Estadio                              | Fecha         | Hora      |           |           |           |           |           |
| ------------------- | --------- | ------------------ | ------------------------------------ | ------------- | --------- | --------- | --------- | --------- | --------- | --------- |
| Lobos Prepa         | 3 - 0     | Nuevo Chimalhuacán | CU Puebla                            | 16 de febrero | 12:00     |           |           |           |           |           |
| Atlante Tabasco     | 3 - 3     | CU Fútbol          | Cefor Atlante Tabasco                | 16 de febrero | 15:00     |           |           |           |           |           |
| Bavaria Tultitlán   | 0 - 2     | Titanes            | Deportivo Cartagena                  | 16 de febrero | 16:00     |           |           |           |           |           |
| Atlético Chiapas    | 0 - 1     | Pumas Naucalpan    | Víctor Manuel Reyna                  | 16 de febrero | 19:30     |           |           |           |           |           |
| UA Hidalgo          | 1 - 1     | Cañoneros          | Nuevo La Higa                        | 17 de febrero | 12:00     |           |           |           |           |           |
| Zacatepec           | 1 - 3     | América Coapa      | Agustín Coruco Díaz                  | 17 de febrero | 15:30     |           |           |           |           |           |
| Cuautla             | 1 - 1     | Pioneros           | Isidro Gil Tapia                     | 17 de febrero | 16:00     |           |           |           |           |           |
| Zona 2              |           |                    |                                      |               |           |           |           |           |           |           |
| Local               | Resultado | Visitante          | Estadio                              | Fecha         | Hora      |           |           |           |           |           |
| UAZ                 | 3 - 2     | Irapuato           | Universitario Unidad Deportiva Norte | 22 de febrero | 20:15     |           |           |           |           |           |
| Colegio Once México | 2 - 1     | Académicos         | Colegio Once México                  | 23 de febrero | 11:00     |           |           |           |           |           |
| La Piedad           | 2 - 3     | Santos Los Mochis  | Municipal de Silao                   | 23 de febrero | 16:00     |           |           |           |           |           |
| Durango             | 4 - 0     | Calor de San Pedro | Francisco Zarco                      | 23 de febrero | 16:00     |           |           |           |           |           |
| CD Oro              | 4 - 1     | Cachorros UANL     | Club La Primavera                    | 24 de febrero | 12:00     |           |           |           |           |           |
| Topos de Reynosa    | 2 - 1     | Necaxa "B"         | Unidad Deportiva Solidaridad         | 27 de marzo   | 10:00     |           |           |           |           |           |

| Jornada 5          | Jornada 5 | Jornada 5           | Jornada 5                    | Jornada 5     | Jornada 5 | Jornada 5 | Jornada 5 | Jornada 5 | Jornada 5 | Jornada 5 |
| Zona 1             | Zona 1    | Zona 1              | Zona 1                       | Zona 1        | Zona 1    | Zona 1    | Zona 1    | Zona 1    | Zona 1    | Zona 1    |
| Local              | Resultado | Visitante           | Estadio                      | Fecha         | Hora      |           |           |           |           |           |
| ------------------ | --------- | ------------------- | ---------------------------- | ------------- | --------- | --------- | --------- | --------- | --------- | --------- |
| CU Fútbol          | 4 - 1     | Bavaria Tultitlán   | Universidad del Fútbol       | 22 de febrero | 11:00     |           |           |           |           |           |
| América Coapa      | 1 - 1     | UA Hidalgo          | Inst. América Coapa          | 22 de febrero | 11:45     |           |           |           |           |           |
| Pumas Naucalpan    | 1 - 1     | Zacatepec           | La Cantera                   | 22 de febrero | 12:00     |           |           |           |           |           |
| Titanes            | 3 - 3     | Pioneros            | Primero de Mayo              | 22 de febrero | 15:00     |           |           |           |           |           |
| Lobos Prepa        | 3 - 1     | Cuautla             | CU Puebla                    | 23 de febrero | 12:00     |           |           |           |           |           |
| Cañoneros          | 3 - 1     | Atlante Tabasco     | Universitario Campeche       | 23 de febrero | 15:00     |           |           |           |           |           |
| Nuevo Chimalhuacán | 1 - 2     | Atlético Chiapas    | Tepalcates                   | 23 de febrero | 16:00     |           |           |           |           |           |
| Zona 2             |           |                     |                              |               |           |           |           |           |           |           |
| Local              | Resultado | Visitante           | Estadio                      | Fecha         | Hora      |           |           |           |           |           |
| Irapuato           | 1 - 4     | Santos Los Mochis   | Sergio León Chávez           | 1 de marzo    | 16:00     |           |           |           |           |           |
| Topos de Reynosa   | 2 - 1     | La Piedad           | Unidad Deportiva Solidaridad | 2 de marzo    | 10:00     |           |           |           |           |           |
| Cachorros UANL     | 1 - 0     | Durango             | Instalaciones de Zuazua      | 2 de marzo    | 11:15     |           |           |           |           |           |
| Necaxa "B"         | 2 - 1     | Colegio Once México | Casa Club Necaxa             | 2 de marzo    | 12:00     |           |           |           |           |           |
| Calor de San Pedro | 2 - 0     | UAZ                 | U.D. San Pedro               | 2 de marzo    | 12:00     |           |           |           |           |           |
| Académicos         | 2 - 1     | CD Oro              | Club Atlas Chapalita         | 3 de marzo    | 11:00     |           |           |           |           |           |

| Jornada 6           | Jornada 6 | Jornada 6          | Jornada 6                            | Jornada 6   | Jornada 6 | Jornada 6 | Jornada 6 | Jornada 6 | Jornada 6 | Jornada 6 |
| Zona 1              | Zona 1    | Zona 1             | Zona 1                               | Zona 1      | Zona 1    | Zona 1    | Zona 1    | Zona 1    | Zona 1    | Zona 1    |
| Local               | Resultado | Visitante          | Estadio                              | Fecha       | Hora      |           |           |           |           |           |
| ------------------- | --------- | ------------------ | ------------------------------------ | ----------- | --------- | --------- | --------- | --------- | --------- | --------- |
| UA Hidalgo          | 2 - 1     | Pumas Naucalpan    | Nuevo La Higa                        | 1 de marzo  | 12:00     |           |           |           |           |           |
| Pioneros            | 3 - 0     | CU Fútbol          | Cancún 86                            | 2 de marzo  | 15:00     |           |           |           |           |           |
| Atlante Tabasco     | 2 - 0     | América Coapa      | Cefor Atlante Tabasco                | 2 de marzo  | 15:00     |           |           |           |           |           |
| Bavaria Tultitlán   | 0 - 2     | Cañoneros          | Deportivo Cartagena                  | 2 de marzo  | 16:00     |           |           |           |           |           |
| Atlético Chiapas    | 6 - 0     | Lobos Prepa        | Víctor Manuel Reyna                  | 2 de marzo  | 19:30     |           |           |           |           |           |
| Zacatepec           | 0 - 0     | Nuevo Chimalhuacán | Agustín Coruco Díaz                  | 3 de marzo  | 15:30     |           |           |           |           |           |
| Cuautla             | 0 - 1     | Titanes            | Isidro Gil Tapia                     | 3 de marzo  | 16:00     |           |           |           |           |           |
| Zona 2              |           |                    |                                      |             |           |           |           |           |           |           |
| Local               | Resultado | Visitante          | Estadio                              | Fecha       | Hora      |           |           |           |           |           |
| UAZ                 | 1 - 0     | Cachorros UANL     | Universitario Unidad Deportiva Norte | 8 de marzo  | 20:15     |           |           |           |           |           |
| Colegio Once México | 1 - 1     | Topos de Reynosa   | Colegio Once México                  | 9 de marzo  | 11:00     |           |           |           |           |           |
| Durango             | 1 - 0     | Académicos         | Francisco Zarco                      | 9 de marzo  | 16:00     |           |           |           |           |           |
| Santos Los Mochis   | 0 - 0     | Calor de San Pedro | Centenario LM                        | 9 de marzo  | 18:00     |           |           |           |           |           |
| CD Oro              | 0 - 0     | Necaxa "B"         | Club La Primavera                    | 10 de marzo | 12:00     |           |           |           |           |           |
| La Piedad           | 2 - 1     | Irapuato           | Municipal de Silao                   | 10 de marzo | 16:00     |           |           |           |           |           |

| Jornada 7           | Jornada 7 | Jornada 7         | Jornada 7                    | Jornada 7   | Jornada 7 | Jornada 7 | Jornada 7 | Jornada 7 | Jornada 7 | Jornada 7 |
| Zona 1              | Zona 1    | Zona 1            | Zona 1                       | Zona 1      | Zona 1    | Zona 1    | Zona 1    | Zona 1    | Zona 1    | Zona 1    |
| Local               | Resultado | Visitante         | Estadio                      | Fecha       | Hora      |           |           |           |           |           |
| ------------------- | --------- | ----------------- | ---------------------------- | ----------- | --------- | --------- | --------- | --------- | --------- | --------- |
| CU Fútbol           | 1 - 1     | Titanes           | Universidad del Fútbol       | 6 de marzo  | 11:00     |           |           |           |           |           |
| América Coapa       | 2 - 2     | Bavaria Tultitlán | Inst. América Coapa          | 6 de marzo  | 11:45     |           |           |           |           |           |
| Lobos Prepa         | 0 - 6     | Zacatepec         | CU Puebla                    | 6 de marzo  | 12:00     |           |           |           |           |           |
| Pumas Naucalpan     | 9 - 2     | Atlante Tabasco   | La Cantera                   | 6 de marzo  | 12:00     |           |           |           |           |           |
| Cañoneros           | 0 - 3     | Pioneros          | Universitario Campeche       | 6 de marzo  | 15:00     |           |           |           |           |           |
| Nuevo Chimalhuacán  | 0 - 4     | UA Hidalgo        | Tepalcates                   | 6 de marzo  | 16:00     |           |           |           |           |           |
| Atlético Chiapas    | 3 - 3     | Cuautla           | Víctor Manuel Reyna          | 7 de marzo  | 19:30     |           |           |           |           |           |
| Zona 2              |           |                   |                              |             |           |           |           |           |           |           |
| Local               | Resultado | Visitante         | Estadio                      | Fecha       | Hora      |           |           |           |           |           |
| Colegio Once México | 3 - 2     | La Piedad         | Colegio Once México          | 16 de marzo | 11:00     |           |           |           |           |           |
| Cachorros UANL      | 2 - 2     | Santos Los Mochis | Instalaciones de Zuazua      | 16 de marzo | 11:15     |           |           |           |           |           |
| Necaxa "B"          | 1 - 1     | Durango           | Casa Club Necaxa             | 16 de marzo | 12:00     |           |           |           |           |           |
| Calor de San Pedro  | 1 - 2     | Irapuato          | U.D. San Pedro               | 16 de marzo | 12:00     |           |           |           |           |           |
| Académicos          | 1 - 0     | UAZ               | Club Atlas Chapalita         | 17 de marzo | 11:00     |           |           |           |           |           |
| Topos de Reynosa    | 1 - 0     | CD Oro            | Unidad Deportiva Solidaridad | 4 de abril  | 10:00     |           |           |           |           |           |

| Jornada 8         | Jornada 8 | Jornada 8           | Jornada 8                            | Jornada 8   | Jornada 8 | Jornada 8 | Jornada 8 | Jornada 8 | Jornada 8 | Jornada 8 |
| Zona 1            | Zona 1    | Zona 1              | Zona 1                               | Zona 1      | Zona 1    | Zona 1    | Zona 1    | Zona 1    | Zona 1    | Zona 1    |
| Local             | Resultado | Visitante           | Estadio                              | Fecha       | Hora      |           |           |           |           |           |
| ----------------- | --------- | ------------------- | ------------------------------------ | ----------- | --------- | --------- | --------- | --------- | --------- | --------- |
| Titanes           | 1 - 0     | Cañoneros           | Primero de Mayo                      | 8 de marzo  | 15:00     |           |           |           |           |           |
| UA Hidalgo        | 2 - 1     | Lobos Prepa         | Nuevo La Higa                        | 9 de marzo  | 12:00     |           |           |           |           |           |
| Atlante Tabasco   | 2 - 0     | Nuevo Chimalhuacán  | Cefor Atlante Tabasco                | 9 de marzo  | 15:00     |           |           |           |           |           |
| Pioneros          | 4 - 0     | América Coapa       | Cancún 86                            | 9 de marzo  | 15:00     |           |           |           |           |           |
| Bavaria Tultitlán | 0 - 2     | Pumas Naucalpan     | Deportivo Cartagena                  | 9 de marzo  | 16:00     |           |           |           |           |           |
| Zacatepec         | 0 - 2     | Atlético Chiapas    | Agustín Coruco Díaz                  | 10 de marzo | 15:30     |           |           |           |           |           |
| Cuautla           | 0 - 2     | CU Fútbol           | Isidro Gil Tapia                     | 10 de marzo | 16:00     |           |           |           |           |           |
| Zona 2            |           |                     |                                      |             |           |           |           |           |           |           |
| Local             | Resultado | Visitante           | Estadio                              | Fecha       | Hora      |           |           |           |           |           |
| Irapuato          | 2 - 3     | Cachorros UANL      | Sergio León Chávez                   | 21 de marzo | 16:00     |           |           |           |           |           |
| UAZ               | 3 - 3     | Necaxa "B"          | Universitario Unidad Deportiva Norte | 22 de marzo | 20:15     |           |           |           |           |           |
| Durango           | 2 - 0     | Topos de Reynosa    | Francisco Zarco                      | 23 de marzo | 16:00     |           |           |           |           |           |
| La Piedad         | 1 - 2     | Calor de San Pedro  | Municipal de Silao                   | 23 de marzo | 16:00     |           |           |           |           |           |
| Santos Los Mochis | 2 - 1     | Académicos          | Centenario LM                        | 23 de marzo | 18:00     |           |           |           |           |           |
| CD Oro            | 2 - 4     | Colegio Once México | Club La Primavera                    | 24 de marzo | 12:00     |           |           |           |           |           |

| Jornada 9           | Jornada 9 | Jornada 9          | Jornada 9                    | Jornada 9   | Jornada 9 | Jornada 9 | Jornada 9 | Jornada 9 | Jornada 9 | Jornada 9 |
| Zona 1              | Zona 1    | Zona 1             | Zona 1                       | Zona 1      | Zona 1    | Zona 1    | Zona 1    | Zona 1    | Zona 1    | Zona 1    |
| Local               | Resultado | Visitante          | Estadio                      | Fecha       | Hora      |           |           |           |           |           |
| ------------------- | --------- | ------------------ | ---------------------------- | ----------- | --------- | --------- | --------- | --------- | --------- | --------- |
| América Coapa       | 1 - 1     | Titanes            | Inst. América Coapa          | 15 de marzo | 11:45     |           |           |           |           |           |
| Pumas Naucalpan     | 0 - 2     | Pioneros           | La Cantera                   | 15 de marzo | 12:00     |           |           |           |           |           |
| Lobos Prepa         | 3 - 2     | Atlante Tabasco    | CU Puebla                    | 16 de marzo | 12:00     |           |           |           |           |           |
| Cañoneros           | 2 - 0     | CU Fútbol          | Universitario Campeche       | 16 de marzo | 15:00     |           |           |           |           |           |
| Nuevo Chimalhuacán  | 2 - 1     | Bavaria Tultitlán  | Tepalcates                   | 16 de marzo | 15:00     |           |           |           |           |           |
| Atlético Chiapas    | 2 - 0     | UA Hidalgo         | Víctor Manuel Reyna          | 16 de marzo | 19:30     |           |           |           |           |           |
| Zacatepec           | 1 - 1     | Cuautla            | Mariano Matamoros            | 17 de marzo | 15:30     |           |           |           |           |           |
| Zona 2              |           |                    |                              |             |           |           |           |           |           |           |
| Local               | Resultado | Visitante          | Estadio                      | Fecha       | Hora      |           |           |           |           |           |
| Colegio Once México | 1 - 4     | Durango            | Colegio Once México          | 30 de marzo | 11:00     |           |           |           |           |           |
| Topos de Reynosa    | 2 - 0     | UAZ                | Unidad Deportiva Solidaridad | 31 de marzo | 10:00     |           |           |           |           |           |
| Académicos          | 4 - 1     | Irapuato           | Club Atlas Chapalita         | 31 de marzo | 11:00     |           |           |           |           |           |
| CD Oro              | 2 - 0     | La Piedad          | Club La Primavera            | 31 de marzo | 12:00     |           |           |           |           |           |
| Necaxa "B"          | 1 - 0     | Santos Los Mochis  | Casa Club Necaxa             | 31 de marzo | 12:00     |           |           |           |           |           |
| Cachorros UANL      | 1 - 0     | Calor de San Pedro | Instalaciones de Zuazua      | 10 de abril | 15:00     |           |           |           |           |           |

| Jornada 10         | Jornada 10 | Jornada 10          | Jornada 10                           | Jornada 10  | Jornada 10 | Jornada 10 | Jornada 10 | Jornada 10 | Jornada 10 | Jornada 10 |
| Zona 1             | Zona 1     | Zona 1              | Zona 1                               | Zona 1      | Zona 1     | Zona 1     | Zona 1     | Zona 1     | Zona 1     | Zona 1     |
| Local              | Resultado  | Visitante           | Estadio                              | Fecha       | Hora       |            |            |            |            |            |
| ------------------ | ---------- | ------------------- | ------------------------------------ | ----------- | ---------- | ---------- | ---------- | ---------- | ---------- | ---------- |
| UA Hidalgo         | 1 - 1      | Zacatepec           | Nuevo La Higa                        | 22 de marzo | 12:00      |            |            |            |            |            |
| Titanes            | 2 - 2      | Pumas Naucalpan     | Primero de Mayo                      | 22 de marzo | 15:00      |            |            |            |            |            |
| Pioneros           | 3 - 0      | Nuevo Chimalhuacán  | Cancún 86                            | 23 de marzo | 15:00      |            |            |            |            |            |
| Atlante Tabasco    | 1 - 1      | Atlético Chiapas    | Cefor Atlante Tabasco                | 23 de marzo | 15:00      |            |            |            |            |            |
| Bavaria Tultitlán  | 1 - 0      | Lobos Prepa         | Deportivo Cartagena                  | 23 de marzo | 16:00      |            |            |            |            |            |
| Cuautla            | 0 - 4      | Cañoneros           | Isidro Gil Tapia                     | 24 de marzo | 16:00      |            |            |            |            |            |
| CU Fútbol          | 1 - 1      | América Coapa       | Universidad del Fútbol               | 9 de abril  | 11:00      |            |            |            |            |            |
| Zona 2             |            |                     |                                      |             |            |            |            |            |            |            |
| Local              | Resultado  | Visitante           | Estadio                              | Fecha       | Hora       |            |            |            |            |            |
| Irapuato           | 1 - 3      | Necaxa "B"          | Sergio León Chávez                   | 5 de abril  | 16:00      |            |            |            |            |            |
| UAZ                | 1 - 0      | Colegio Once México | Universitario Unidad Deportiva Norte | 5 de abril  | 20:15      |            |            |            |            |            |
| Cachorros UANL     | 3 - 0      | La Piedad           | Instalaciones de Zuazua              | 6 de abril  | 11:15      |            |            |            |            |            |
| Calor de San Pedro | 0 - 1      | Académicos          | U.D. San Pedro                       | 6 de abril  | 12:00      |            |            |            |            |            |
| Durango            | 2 - 0      | CD Oro              | Francisco Zarco                      | 6 de abril  | 16:00      |            |            |            |            |            |
| Santos Los Mochis  | 2 - 1      | Topos de Reynosa    | Centenario LM                        | 6 de abril  | 17:00      |            |            |            |            |            |

| Jornada 11          | Jornada 11 | Jornada 11         | Jornada 11                   | Jornada 11  | Jornada 11 | Jornada 11 | Jornada 11 | Jornada 11 | Jornada 11 | Jornada 11 |
| Zona 1              | Zona 1     | Zona 1             | Zona 1                       | Zona 1      | Zona 1     | Zona 1     | Zona 1     | Zona 1     | Zona 1     | Zona 1     |
| Local               | Resultado  | Visitante          | Estadio                      | Fecha       | Hora       |            |            |            |            |            |
| ------------------- | ---------- | ------------------ | ---------------------------- | ----------- | ---------- | ---------- | ---------- | ---------- | ---------- | ---------- |
| UA Hidalgo          | 1 - 2      | Cuautla            | Nuevo La Higa                | 29 de marzo | 12:00      |            |            |            |            |            |
| Pumas Naucalpan     | 2 - 1      | CU Fútbol          | La Cantera                   | 29 de marzo | 12:00      |            |            |            |            |            |
| Lobos Prepa         | 1 - 1      | Pioneros           | CU Puebla                    | 30 de marzo | 12:00      |            |            |            |            |            |
| Nuevo Chimalhuacán  | 1 - 0      | Titanes            | Tepalcates                   | 30 de marzo | 16:00      |            |            |            |            |            |
| Zacatepec           | 7 - 0      | Atlante Tabasco    | Mariano Matamoros            | 31 de marzo | 15:30      |            |            |            |            |            |
| Atlético Chiapas    | 3 - 1      | Bavaria Tultitlán  | Víctor Manuel Reyna          | 1 de abril  | 20:00      |            |            |            |            |            |
| América Coapa       | 1 - 0      | Cañoneros          | Inst. América Coapa          | 2 de abril  | 11:45      |            |            |            |            |            |
| Zona 2              |            |                    |                              |             |            |            |            |            |            |            |
| Local               | Resultado  | Visitante          | Estadio                      | Fecha       | Hora       |            |            |            |            |            |
| Colegio Once México | 1 - 0      | Santos Los Mochis  | Colegio Once México          | 13 de abril | 16:00      |            |            |            |            |            |
| Necaxa "B"          | 7 - 1      | Calor de San Pedro | Casa Club Necaxa             | 13 de abril | 16:00      |            |            |            |            |            |
| CD Oro              | 3 - 2      | UAZ                | Club La Primavera            | 13 de abril | 16:00      |            |            |            |            |            |
| La Piedad           | 2 - 5      | Durango            | Municipal de Silao           | 13 de abril | 16:00      |            |            |            |            |            |
| Topos de Reynosa    | 3 - 1      | Irapuato           | Unidad Deportiva Solidaridad | 13 de abril | 16:00      |            |            |            |            |            |
| Académicos          | 4 - 0      | Cachorros UANL     | Club Atlas Chapalita         | 13 de abril | 16:00      |            |            |            |            |            |

| CU Fútbol         | 5 - 0 | Nuevo Chimalhuacán | Universidad del Fútbol | 5 de abril | 11:00 |
| América Coapa     | 3 - 1 | Cuautla            | Inst. América Coapa    | 5 de abril | 11:45 |
| Titanes           | 0 - 1 | Lobos Prepa        | Primero de Mayo        | 5 de abril | 15:00 |
| Cañoneros         | 1 - 3 | Pumas Naucalpan    | Universitario Campeche | 6 de abril | 15:00 |
| Pioneros          | 1 - 0 | Atlético Chiapas   | Cancún 86              | 6 de abril | 15:00 |
| Atlante Tabasco   | 1 - 2 | UA Hidalgo         | Cefor Atlante Tabasco  | 6 de abril | 15:00 |
| Bavaria Tultitlán | 0 - 2 | Zacatepec          | Deportivo Cartagena    | 6 de abril | 16:00 |

| Lobos Prepa        | 1 - 0 | CU Fútbol         | CU Puebla           | 12 de abril | 10:00 |
| UA Hidalgo         | 2 - 2 | Bavaria Tultitlán | Nuevo La Higa       | 12 de abril | 16:00 |
| Pumas Naucalpan    | 1 - 0 | América Coapa     | La Cantera          | 12 de abril | 16:00 |
| Atlético Chiapas   | 1 - 1 | Titanes           | Víctor Manuel Reyna | 12 de abril | 16:00 |
| Nuevo Chimalhuacán | 2 - 2 | Cañoneros         | Tepalcates          | 12 de abril | 16:00 |
| Cuautla            | 2 - 1 | Atlante Tabasco   | Isidro Gil Tapia    | 12 de abril | 16:00 |
| Zacatepec          | 1 - 3 | Pioneros          | Agustín Coruco Díaz | 12 de abril | 16:00 |

## Tabla de promedios
| Posición | Equipo                          | Puntos | Juegos | Cociente |
| -------- | ------------------------------- | ------ | ------ | -------- |
| 1        | Durango                         | 46     | 22     | 2.0909   |
| 2        | Pioneros                        | 54     | 26     | 2.0769   |
| 3        | América Coapa                   | 50     | 26     | 1.9230   |
| 4        | Académicos                      | 42     | 22     | 1.9090   |
| 5        | Necaxa "B"                      | 42     | 22     | 1.9090   |
| 6        | Titanes                         | 49     | 26     | 1.8846   |
| 7        | Pumas Naucalpan                 | 48     | 26     | 1.8461   |
| 8        | Zacatepec 1948                  | 48     | 26     | 1.8461   |
| 9        | Atlético Chiapas                | 46     | 26     | 1.7692   |
| 10       | Cachorros UANL                  | 38     | 22     | 1.7272   |
| 11       | Universidad Autónoma de Hidalgo | 44     | 26     | 1.6923   |
| 12       | Colegio Once México             | 35     | 22     | 1.5909   |
| 13       | Santos Los Mochis               | 32     | 22     | 1.4545   |
| 14       | UAZ                             | 31     | 22     | 1.4090   |
| 15       | Cañoneros                       | 35     | 26     | 1.3461   |
| 16       | Calor de San Pedro              | 29     | 22     | 1.3181   |
| 17       | Centro Universitario del Fútbol | 31     | 26     | 1.1923   |
| 18       | Lobos Prepa                     | 31     | 26     | 1.1923   |
| 19       | CD Oro                          | 25     | 22     | 1.1363   |
| 20       | Topos de Reynosa                | 23     | 22     | 1.0454   |
| 21       | Cuautla                         | 27     | 26     | 1.0384   |
| 22       | Nuevo Chimalhuacán              | 24     | 26     | 0.9230   |
| 23       | La Piedad                       | 19     | 22     | 0.8636   |
| 24       | Irapuato                        | 18     | 22     | 0.8181   |
| 25       | Atlante Tabasco                 | 19     | 26     | 0.7307   |
| 26       | Bavaria Tultitlán               | 9      | 26     | 0.3461   |

     Desciende a la Tercera División.

## Liguilla
|  | Octavos de final                                 | Octavos de final                                 | Octavos de final                                 |                   |   | Cuartos de final                       | Cuartos de final                       | Cuartos de final                       |  |  | Semifinales                        | Semifinales                        | Semifinales                        |  |  | Final                         | Final                         | Final                         |
|  | 17 y 18 de abril (ida) 20 y 21 de abril (vuelta) | 17 y 18 de abril (ida) 20 y 21 de abril (vuelta) | 17 y 18 de abril (ida) 20 y 21 de abril (vuelta) |                   |   | 24 de abril (ida) 27 de abril (vuelta) | 24 de abril (ida) 27 de abril (vuelta) | 24 de abril (ida) 27 de abril (vuelta) |  |  | 1 de mayo (ida) 4 de mayo (vuelta) | 1 de mayo (ida) 4 de mayo (vuelta) | 1 de mayo (ida) 4 de mayo (vuelta) |  |  | 8 de mayo 11 de mayo (vuelta) | 8 de mayo 11 de mayo (vuelta) | 8 de mayo 11 de mayo (vuelta) |
|  |                                                  |                                                  |                                                  |                   |   |                                        |                                        |                                        |  |  |                                    |                                    |                                    |  |  |                               |                               |                               |
|  |                                                  |                                                  |                                                  |                   |   |                                        |                                        |                                        |  |  |                                    |                                    |                                    |  |  |                               |                               |                               |
|  |                                                  |                                                  |                                                  |                   |   |                                        |                                        |                                        |  |  |                                    |                                    |                                    |  |  |                               |                               |                               |
|  | Pioneros                                         | 3                                                | 3                                                |                   |   |                                        |                                        |                                        |  |  |                                    |                                    |                                    |  |  |                               |                               |                               |
|  | Pioneros                                         | 3                                                | 3                                                |                   |   |                                        |                                        |                                        |  |  |                                    |                                    |                                    |  |  |                               |                               |                               |
|  | Lobos Prepa                                      | 0                                                | 0                                                |                   |   |                                        |                                        |                                        |  |  |                                    |                                    |                                    |  |  |                               |                               |                               |
|  | Lobos Prepa                                      | 0                                                | 0                                                | Pioneros          | 0 | 3                                      |                                        |                                        |  |  |                                    |                                    |                                    |  |  |                               |                               |                               |
|  |                                                  |                                                  |                                                  |                   | 0 | 3                                      |                                        |                                        |  |  |                                    |                                    |                                    |  |  |                               |                               |                               |
|  |                                                  | Necaxa "B"                                       | 0                                                | 2                 |   |                                        |                                        |                                        |  |  |                                    |                                    |                                    |  |  |                               |                               |                               |
|  | Necaxa "B"                                       | Necaxa "B"                                       | 0                                                | 2                 | 0 | 1                                      |                                        |                                        |  |  |                                    |                                    |                                    |  |  |                               |                               |                               |
|  | Necaxa "B"                                       |                                                  |                                                  |                   | 0 | 1                                      |                                        |                                        |  |  |                                    |                                    |                                    |  |  |                               |                               |                               |
|  | C. Once México                                   | 0                                                | 0                                                |                   |   |                                        |                                        |                                        |  |  |                                    |                                    |                                    |  |  |                               |                               |                               |
|  | C. Once México                                   | 0                                                | 0                                                | Pioneros (pt)     | 0 | 0                                      |                                        |                                        |  |  |                                    |                                    |                                    |  |  |                               |                               |                               |
|  |                                                  |                                                  |                                                  |                   | 0 | 0                                      |                                        |                                        |  |  |                                    |                                    |                                    |  |  |                               |                               |                               |
|  |                                                  | Zacatepec                                        | 0                                                | 0                 |   |                                        |                                        |                                        |  |  |                                    |                                    |                                    |  |  |                               |                               |                               |
|  | Pumas Naucalpan                                  | Zacatepec                                        | 0                                                | 0                 | 1 | 3                                      |                                        |                                        |  |  |                                    |                                    |                                    |  |  |                               |                               |                               |
|  | Pumas Naucalpan                                  |                                                  |                                                  |                   | 1 | 3                                      |                                        |                                        |  |  |                                    |                                    |                                    |  |  |                               |                               |                               |
|  | Cañoneros                                        | 3                                                | 0                                                |                   |   |                                        |                                        |                                        |  |  |                                    |                                    |                                    |  |  |                               |                               |                               |
|  | Cañoneros                                        | 3                                                | 0                                                | Pumas Naucalpan   | 2 | 3                                      |                                        |                                        |  |  |                                    |                                    |                                    |  |  |                               |                               |                               |
|  |                                                  |                                                  |                                                  |                   | 2 | 3                                      |                                        |                                        |  |  |                                    |                                    |                                    |  |  |                               |                               |                               |
|  |                                                  | Zacatepec                                        | 6                                                | 2                 |   |                                        |                                        |                                        |  |  |                                    |                                    |                                    |  |  |                               |                               |                               |
|  | Zacatepec                                        | Zacatepec                                        | 6                                                | 2                 | 1 | 3                                      |                                        |                                        |  |  |                                    |                                    |                                    |  |  |                               |                               |                               |
|  | Zacatepec                                        |                                                  |                                                  |                   | 1 | 3                                      |                                        |                                        |  |  |                                    |                                    |                                    |  |  |                               |                               |                               |
|  | Titanes                                          | 1                                                | 1                                                |                   |   |                                        |                                        |                                        |  |  |                                    |                                    |                                    |  |  |                               |                               |                               |
|  | Titanes                                          | 1                                                | 1                                                | Pioneros          | 0 | 1                                      |                                        |                                        |  |  |                                    |                                    |                                    |  |  |                               |                               |                               |
|  |                                                  |                                                  |                                                  |                   | 0 | 1                                      |                                        |                                        |  |  |                                    |                                    |                                    |  |  |                               |                               |                               |
|  |                                                  | Durango                                          | 3                                                | 0                 |   |                                        |                                        |                                        |  |  |                                    |                                    |                                    |  |  |                               |                               |                               |
|  | Santos Los Mochis (pt)                           | Durango                                          | 3                                                | 0                 | 1 | 1                                      |                                        |                                        |  |  |                                    |                                    |                                    |  |  |                               |                               |                               |
|  | Santos Los Mochis (pt)                           |                                                  |                                                  |                   | 1 | 1                                      |                                        |                                        |  |  |                                    |                                    |                                    |  |  |                               |                               |                               |
|  | U.A. Hidalgo                                     | 1                                                | 1                                                |                   |   |                                        |                                        |                                        |  |  |                                    |                                    |                                    |  |  |                               |                               |                               |
|  | U.A. Hidalgo                                     | 1                                                | 1                                                | Santos Los Mochis | 2 | 2                                      |                                        |                                        |  |  |                                    |                                    |                                    |  |  |                               |                               |                               |
|  |                                                  |                                                  |                                                  |                   | 2 | 2                                      |                                        |                                        |  |  |                                    |                                    |                                    |  |  |                               |                               |                               |
|  |                                                  | Atlético Chiapas                                 | 1                                                | 2                 |   |                                        |                                        |                                        |  |  |                                    |                                    |                                    |  |  |                               |                               |                               |
|  | Atlético Chiapas                                 | Atlético Chiapas                                 | 1                                                | 2                 | 1 | 3                                      |                                        |                                        |  |  |                                    |                                    |                                    |  |  |                               |                               |                               |
|  | Atlético Chiapas                                 |                                                  |                                                  |                   | 1 | 3                                      |                                        |                                        |  |  |                                    |                                    |                                    |  |  |                               |                               |                               |
|  | Topos de Reynosa                                 | 0                                                | 0                                                |                   |   |                                        |                                        |                                        |  |  |                                    |                                    |                                    |  |  |                               |                               |                               |
|  | Topos de Reynosa                                 | 0                                                | 0                                                | Santos Los Mochis | 0 | 1                                      |                                        |                                        |  |  |                                    |                                    |                                    |  |  |                               |                               |                               |
|  |                                                  |                                                  |                                                  |                   | 0 | 1                                      |                                        |                                        |  |  |                                    |                                    |                                    |  |  |                               |                               |                               |
|  |                                                  | Durango                                          | 2                                                | 0                 |   |                                        |                                        |                                        |  |  |                                    |                                    |                                    |  |  |                               |                               |                               |
|  | Durango (pt)                                     | Durango                                          | 2                                                | 0                 | 1 | 1                                      |                                        |                                        |  |  |                                    |                                    |                                    |  |  |                               |                               |                               |
|  | Durango (pt)                                     |                                                  |                                                  |                   | 1 | 1                                      |                                        |                                        |  |  |                                    |                                    |                                    |  |  |                               |                               |                               |
|  | UAZ                                              | 1                                                | 1                                                |                   |   |                                        |                                        |                                        |  |  |                                    |                                    |                                    |  |  |                               |                               |                               |
|  | UAZ                                              | 1                                                | 1                                                | Durango           | 2 | 1                                      |                                        |                                        |  |  |                                    |                                    |                                    |  |  |                               |                               |                               |
|  |                                                  |                                                  |                                                  |                   | 2 | 1                                      |                                        |                                        |  |  |                                    |                                    |                                    |  |  |                               |                               |                               |
|  |                                                  | Académicos                                       | 0                                                | 1                 |   |                                        |                                        |                                        |  |  |                                    |                                    |                                    |  |  |                               |                               |                               |
|  | Académicos                                       | Académicos                                       | 0                                                | 1                 | 1 | 4                                      |                                        |                                        |  |  |                                    |                                    |                                    |  |  |                               |                               |                               |
|  | Académicos                                       |                                                  |                                                  |                   | 1 | 4                                      |                                        |                                        |  |  |                                    |                                    |                                    |  |  |                               |                               |                               |
|  | América Coapa                                    | 1                                                | 2                                                |                   |   |                                        |                                        |                                        |  |  |                                    |                                    |                                    |  |  |                               |                               |                               |

(pt) Avanza por mejor posición en la Tabla General

### Octavos de final
| 17 de abril, 12:00 | Lobos Prepa | 0:3     | Pioneros                             | Estadio Ciudad Universitaria, Puebla                               |                                                                    |
|                    |             | Reporte | Gaspar 9' · Navarro 14' · Zurita 39' | Asistencia: 100 espectadores Árbitro(s): Alejandro Barrios Ramírez | Asistencia: 100 espectadores Árbitro(s): Alejandro Barrios Ramírez |

| 20 de abril, 16:00                                             | Pioneros                          | 3:0     | Lobos Prepa | Estadio Cancún 86, Cancún                                          |                                                                    |
|                                                                | Echeverría 13', 77' · Hurtado 82' | Reporte |             | Asistencia: 650 espectadores Árbitro(s): Carlos Javier Ríos García | Asistencia: 650 espectadores Árbitro(s): Carlos Javier Ríos García |
| Con marcador global de 6-0, Pioneros avanzó a cuartos de final |                                   |         |             |                                                                    |                                                                    |

| 17 de abril, 11:00 | Colegio Once México | 0:0     | Necaxa "B" | Colegio Once México, Zapopan                                        |                                                                     |
|                    |                     | Reporte |            | Asistencia: 500 espectadores Árbitro(s): Luis Miguel Tapia González | Asistencia: 500 espectadores Árbitro(s): Luis Miguel Tapia González |

| 20 de abril, 11:00                                           | Necaxa "B"  | 1:0     | Colegio Once México | Estadio Victoria, Aguascalientes                              |                                                               |
|                                                              | M. Ríos 22' | Reporte |                     | Asistencia: 200 espectadores Árbitro(s): Edgardo Espejo Tello | Asistencia: 200 espectadores Árbitro(s): Edgardo Espejo Tello |
| Con marcador global de 1-0, Necaxa avanzó a cuartos de final |             |         |                     |                                                               |                                                               |

| 17 de abril, 16:00 | Cañoneros                                         | 3:1     | Pumas Naucalpan | Estadio Universitario Campeche, Campeche                    |                                                             |
|                    | A. Guzmán 4' · A. Frausto 42' · C. Echeverría 92' | Reporte | M. Rebollo 11'  | Asistencia: 400 espectadores Árbitro(s): Roger Alemán Solís | Asistencia: 400 espectadores Árbitro(s): Roger Alemán Solís |

| 20 de abril, 10:00                                                    | Pumas Naucalpan                       | 3:0     | Cañoneros | Estadio La Cantera, Ciudad de México                                |                                                                     |
|                                                                       | G. Alavez 16' · A. Hernández 30', 50' | Reporte |           | Asistencia: 250 espectadores Árbitro(s): Miguel Ángel Moreno Zamora | Asistencia: 250 espectadores Árbitro(s): Miguel Ángel Moreno Zamora |
| Con marcador global de 4-3, Pumas Naucalpan avanzó a cuartos de final |                                       |         |           |                                                                     |                                                                     |

| 18 de abril, 16:00 | Titanes        | 1:1     | Zacatepec       | Estadio Primero de Mayo, Tulancingo                           |                                                               |
|                    | G. Martínez 3' | Reporte | J. Pastrana 85' | Asistencia: 200 espectadores Árbitro(s): Omar Jaime Hernández | Asistencia: 200 espectadores Árbitro(s): Omar Jaime Hernández |

| 21 de abril, 16:00                                              | Zacatepec                             | 3:1     | Titanes     | Estadio Mariano Matamoros, Xochitepec                           |                                                                 |
|                                                                 | L. Menes 60', 90+1' · J. Pastrana 74' | Reporte | H. Meza 10' | Asistencia: 1,500 espectadores Árbitro(s): Ángel Flores Galicia | Asistencia: 1,500 espectadores Árbitro(s): Ángel Flores Galicia |
| Con marcador global de 4-2, Zacatepec avanzó a cuartos de final |                                       |         |             |                                                                 |                                                                 |

| 17 de abril, 12:00 | U.A. Hidalgo | 1:1     | Santos Los Mochis | Estadio Nuevo La Higa, Mineral de la Reforma                        |                                                                     |
|                    | N. Parra 62' | Reporte | L. Castilo 32'    | Asistencia: 100 espectadores Árbitro(s): Mario Andrés Eliosa Torres | Asistencia: 100 espectadores Árbitro(s): Mario Andrés Eliosa Torres |

| 20 de abril, 19:00                                                                    | Santos Los Mochis | 1:1     | U.A. Hidalgo | Estadio Centenario, Los Mochis     |                                    |
|                                                                                       | H. Medina 64'     | Reporte | V. Ruíz 75'  | Árbitro(s): José Luis Luna Ramírez | Árbitro(s): José Luis Luna Ramírez |
| Pese a empatar 1-1 en el marcador global, Santos Los Mochis avanzó a cuartos de final |                   |         |              |                                    |                                    |

| 17 de abril, 10:00 | Topos de Reynosa | 0:1     | Atlético Chiapas | Unidad Deportiva Solidaridad, Reynosa                             |                                                                   |
|                    |                  | Reporte | E. Aguirre 49'   | Asistencia: 100 espectadores Árbitro(s): Alejandro Funk Villafañe | Asistencia: 100 espectadores Árbitro(s): Alejandro Funk Villafañe |

| 20 de abril, 19:30                                                     | Atlético Chiapas                               | 3:0     | Topos de Reynosa | Estadio Víctor Manuel Reyna, Tuxtla Gutiérrez                          |                                                                        |
|                                                                        | J. Piñón 21' · E. Aguirre 55' · C. Cordero 83' | Reporte |                  | Asistencia: 1,300 espectadores Árbitro(s): Luis Alberto Mattern García | Asistencia: 1,300 espectadores Árbitro(s): Luis Alberto Mattern García |
| Con marcador global de 4-0, Atlético Chiapas avanzó a cuartos de final |                                                |         |                  |                                                                        |                                                                        |

| 17 de abril, 20:15 | UAZ              | 1:1     | Durango         | Estadio Universitario Unidad Deportiva Norte, Zacatecas     |                                                             |
|                    | J. Cervantes 79' | Reporte | O. Hernández 6' | Asistencia: 400 espectadores Árbitro(s): Aldo Cano Martínez | Asistencia: 400 espectadores Árbitro(s): Aldo Cano Martínez |

| 20 de abril, 17:00                                                                                            | Durango        | 1:1     | UAZ           | Estadio Francisco Zarco, Durango                                    |                                                                     |
| | F. Camacho 41' | Reporte | M. Ortega 81' | Asistencia: 350 espectadores Árbitro(s): Mario Humberto Vargas Mata | Asistencia: 350 espectadores Árbitro(s): Mario Humberto Vargas Mata |
| Pese a empatar 2-2 en el marcador global, Durango avanzó a cuartos de final por su mejor posición en la tabla |                |         |               |                                                                     |                                                                     |

| 18 de abril, 11:45 | América Coapa   | 1:1     | Académicos       | Instalaciones Club América Cancha 2, Ciudad de México                  |                                                                        |
|                    | D. Camarena 35' | Reporte | D. Hernández 40' | Asistencia: 100 espectadores Árbitro(s): Dennis Celerino Zaleta Cortés | Asistencia: 100 espectadores Árbitro(s): Dennis Celerino Zaleta Cortés |

| 21 de abril, 12:00                                               | Académicos                                    | 4:2     | América Coapa                     | Estadio Alfredo "Pistache" Torres, Zapopan                               |                                                                          |
|                                                                  | M. Barragán 63', 75', 80' · D. Delgadillo 89' | Reporte | M. Hernández 7' · P. Esquivel 29' | Asistencia: 200 espectadores Árbitro(s): Antonio de Jesús Olalde Vázquez | Asistencia: 200 espectadores Árbitro(s): Antonio de Jesús Olalde Vázquez |
| Con marcador global de 5-3, Académicos avanzó a cuartos de final |                                               |         |                                   |                                                                          |                                                                          |

### Cuartos de final
| 24 de abril, 10:00 | Necaxa "B" | 0:0     | Pioneros | Instalaciones Club Necaxa, Aguascalientes                       |                                                                 |
|                    |            | Reporte |          | Asistencia: 200 espectadores Árbitro(s): Humberto Sánchez Reyna | Asistencia: 200 espectadores Árbitro(s): Humberto Sánchez Reyna |

| 27 de abril, 16:00                                        | Pioneros                                          | 3:2     | Necaxa "B"        | Estadio Cancún 86, Cancún                                           |                                                                     |
|                                                           | R. Torres 54' · L. Echeverría 62' · I. Zurita 66' | Reporte | L. López 15', 84' | Asistencia: 4,100 espectadores Árbitro(s): Gilberto Alvarado Farjat | Asistencia: 4,100 espectadores Árbitro(s): Gilberto Alvarado Farjat |
| Con marcador global de 3-2, Pioneros avanzó a Semifinales |                                                   |         |                   |                                                                     |                                                                     |

| 24 de abril, 16:00 | Zacatepec                                                                    | 6:2     | Pumas Naucalpan                  | Estadio Mariano Matamoros, Xochitepec                               |                                                                     |
|                    | J. Pastrana 31', 68' · L. Menes 54', 90+2' · C. López 85' · L. Hernández 87' | Reporte | J. Popoca 20' · M. Gutiérrez 53' | Asistencia: 500 espectadores Árbitro(s): José Juan Contreras García | Asistencia: 500 espectadores Árbitro(s): José Juan Contreras García |

| 27 de abril, 10:00                                              | Pumas Naucalpan                                     | 3:2     | Zacatepec                      | Estadio La Cantera, Ciudad de México                                 |                                                                      |
|                                                                 | M. Gutiérrez 7' · A. Martínez 8' · J. Rodríguez 47' | Reporte | C. López 22' · J. Pastrana 84' | Asistencia: 0 espectadores Árbitro(s): Dennis Celerino Zaleta Cortés | Asistencia: 0 espectadores Árbitro(s): Dennis Celerino Zaleta Cortés |
| Con marcador global de 5-8, Zacatepec avanzó a cuartos de final |                                                     |         |                                |                                                                      |                                                                      |

| 24 de abril, 20:00 | Atlético Chiapas | 1:2     | Santos Los Mochis    | Estadio Víctor Manuel Reyna, Tuxtla Gutiérrez                        |                                                                      |
|                    | J. Piñón 44'     | Reporte | L. Castillo 39', 66' | Asistencia: 3,300 espectadores Árbitro(s): Carlos Javier Ríos García | Asistencia: 3,300 espectadores Árbitro(s): Carlos Javier Ríos García |

| 27 de abril, 19:00                                                 | Santos Los Mochis               | 2:2     | Atlético Chiapas            | Estadio Centenario, Los Mochis                                      |                                                                     |
|                                                                    | L. Castillo 5' · J. Cinco 90+2' | Reporte | R. Díaz 12' · L. Torres 70' | Asistencia: 750 espectadores Árbitro(s): Luis Miguel Tapia González | Asistencia: 750 espectadores Árbitro(s): Luis Miguel Tapia González |
| Con marcador global de 4-3, Santos Los Mochis avanzó a Semifinales |                                 |         |                             |                                                                     |                                                                     |

| 24 de abril, 11:00 | Académicos | 0:2     | Durango                        | Estadio Alfredo "Pistache" Torres, Zapopan                    |                                                               |
|                    |            | Reporte | M. Flores 50' · F. Camacho 85' | Asistencia: 100 espectadores Árbitro(s): Edgardo Espejo Tello | Asistencia: 100 espectadores Árbitro(s): Edgardo Espejo Tello |

| 27 de abril, 17:00                                       | Durango          | 1:1     | Académicos      | Estadio Francisco Zarco, Durango                                         |                                                                          |
|                                                          | O. Hernández 88' | Reporte | M. Barragán 80' | Asistencia: 600 espectadores Árbitro(s): Omar Antonio Fernández Martínez | Asistencia: 600 espectadores Árbitro(s): Omar Antonio Fernández Martínez |
| Con marcador global de 3-1, Durango avanzó a Semifinales |                  |         |                 |                                                                          |                                                                          |

### Semifinales
| 1 de mayo, 16:00 | Zacatepec | 0:0     | Pioneros | Estadio Mariano Matamoros, Xochitepec                                     |                                                                           |
|                  |           | Reporte |          | Asistencia: 1,000 espectadores Árbitro(s): Michel Ricardo Espinoza Ávalos | Asistencia: 1,000 espectadores Árbitro(s): Michel Ricardo Espinoza Ávalos |

| 4 de mayo, 16:00                                                                                               | Pioneros | 0:0     | Zacatepec | Estadio Cancún 86, Cancún                                     |                                                               |
| |          | Reporte |           | Asistencia: 5,800 espectadores Árbitro(s): Roger Alemán Solís | Asistencia: 5,800 espectadores Árbitro(s): Roger Alemán Solís |
| Pese a empatar 0-0 en el marcador global, Pioneros avanzó a la Final por su mejor posición en la tabla general |          |         |           |                                                               |                                                               |

| 1 de mayo, 17:00 | Durango              | 2:0     | Santos Los Mochis | Estadio Francisco Zarco, Durango       |                                        |
|                  | O. Hernández 8', 25' | Reporte | 1,200             | Árbitro(s): Omar Arturo Orpinel Lucero | Árbitro(s): Omar Arturo Orpinel Lucero |

| 4 de mayo, 19:00                                       | Santos Los Mochis | 1:0     | Durango | Estadio Centenario, Los Mochis                                            |                                                                           |
|                                                        | J. Cinco 79'      | Reporte |         | Asistencia: 3,000 espectadores Árbitro(s): Jesús Leopoldo Guerrero García | Asistencia: 3,000 espectadores Árbitro(s): Jesús Leopoldo Guerrero García |
| Con marcador global de 1-2, Durango avanzó a la Final. |                   |         |         |                                                                           |                                                                           |

### Final
| 8 de mayo, 17:00 | Durango                   | 3:0     | Pioneros | Estadio Francisco Zarco, Durango                                    |                                                                     |
|                  | O. Hernández 5', 16', 67' | Reporte |          | Asistencia: 3,500 espectadores Árbitro(s): Alejandro Funk Villafañe | Asistencia: 3,500 espectadores Árbitro(s): Alejandro Funk Villafañe |

| 11 de mayo, 19:00                                                       | Pioneros     | 1:0     | Durango | Estadio Olímpico Andrés Quintana Roo, Cancún                         |                                                                      |
|                                                                         | S. Terán 32' | Reporte |         | Asistencia: 7,000 espectadores Árbitro(s): Carlos Javier Ríos García | Asistencia: 7,000 espectadores Árbitro(s): Carlos Javier Ríos García |
| Con marcador global de 1-3, Durango es campeón del Torneo Clausura 2013 |              |         |         |                                                                      |                                                                      |

|                            |
| Durango Campeón 1º título. |